# John Bell Williams

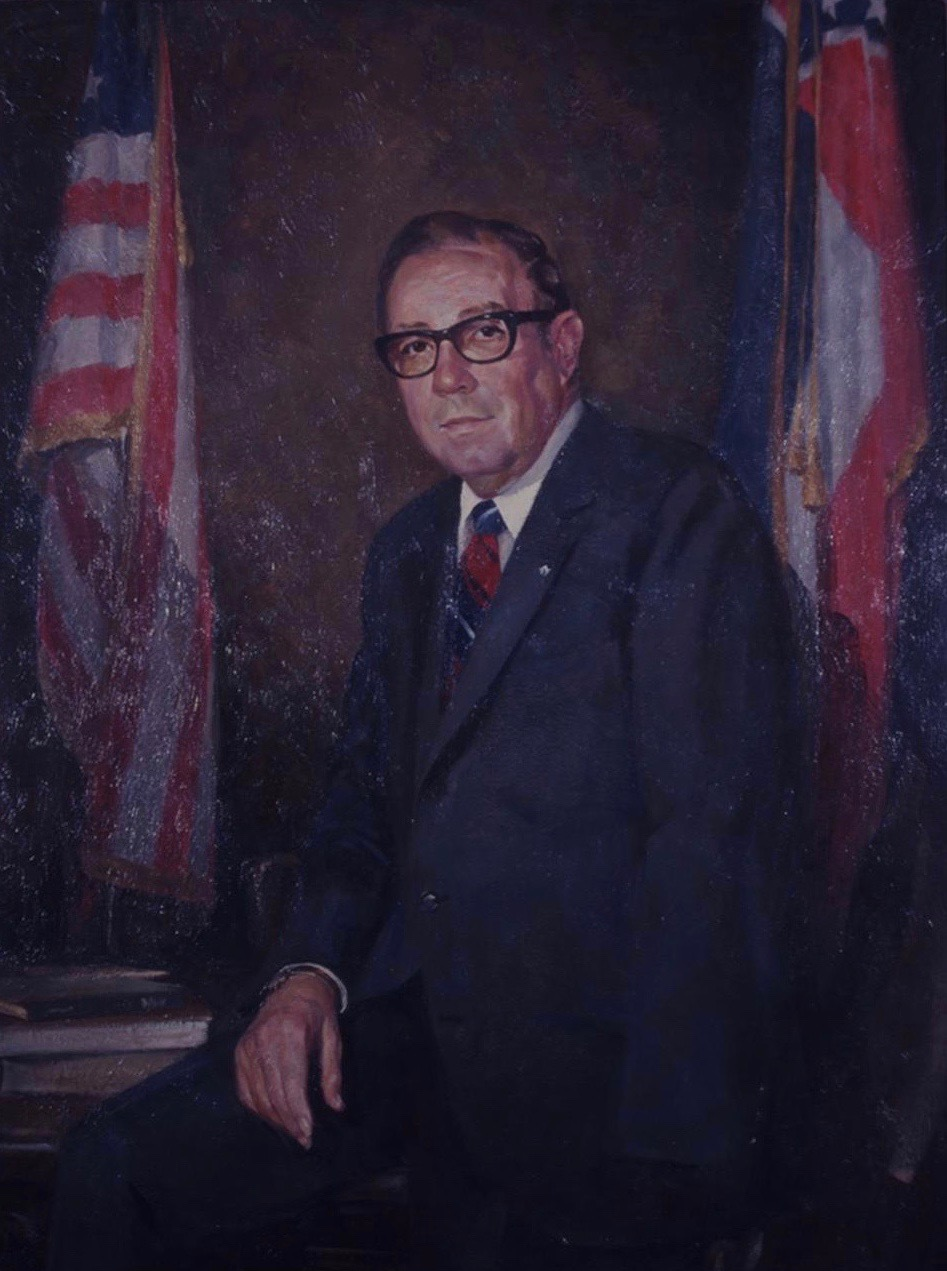
John Bell Williams

John Bell Williams (* 4. Dezember 1918 in Raymond, Hinds County, Mississippi; † 25. März 1983 in Brandon, Mississippi) war ein US-amerikanischer Politiker der Demokratischen Partei. Er war von 1947 bis 1968 Abgeordneter im US-Repräsentantenhaus und von 1968 bis 1972 Gouverneur Mississippis.

## Werdegang
John Bell Williams graduierte 1936 am Hinds Junior College. Danach besuchte er die University of Mississippi in Oxford, wo er 1938 promovierte, 1940 dann die Jackson Law School. Im selben Jahr erhielt er seine Zulassung als Anwalt und begann in Raymond zu praktizieren. Während des Zweiten Weltkriegs verpflichtete er sich im November 1941 beim United States Army Air Corps, wo er als Pilot diente. 1944 schied er aus dem aktiven Dienst aus, nachdem er den Unterteil seines linken Armes bei einem Bomberabsturz verloren hatte. Von 1944 bis 1946 war er Staatsanwalt in Hinds County.
Williams wurde als Demokrat in den 80. und die zehn nachfolgenden Kongresse gewählt. Er war bei der Wahl 27 Jahre alt und damit der bis dahin jüngste Abgeordnete aus Mississippi. Sein Mandat für den 3. Kongresswahlbezirk Mississippis lief vom 3. Januar 1947 bis zu seinem Rücktritt am 16. Januar 1968, als er zum Gouverneur von Mississippi gewählt wurde.
Williams war ein Verfechter der States’ Rights (insbesondere der Autonomie der Südstaaten gegenüber der Bundesregierung) und der Rassentrennung. Er verließ 1948 unter Protest den Nominierungsparteitag der Demokraten für die Präsidentschaftswahl, die Democratic National Convention, und unterstützte Strom Thurmonds Präsidentschaftskampagne, der als Dixiecrat vor allem eine Plattform für die Rassentrennung bot. Nachdem das Supreme Court am 17. Mai 1954 das Urteil im Fall Brown v. Board of Education gesprochen hatte, das die Rassentrennung an Schulen verbot, hielt Williams im Abgeordnetenhaus eine dramatische Rede und bezeichnete den Tag der Entscheidung als „Schwarzen Montag“ (Black Monday). 1956 war er an der Verfassung des Southern Manifesto beteiligt, das sich gegen die Rassenintegration an öffentlichen Einrichtungen aussprach.
Williams unterstützte 1964 den Republikaner Barry Goldwater bei seiner Präsidentschaftskandidatur und half ihm, Spenden in Mississippi zu sammeln. Goldwater gewann den Bundesstaat mit 87,1 Prozent der Stimmen. Daraufhin entzog die Fraktionsführung der Demokraten Williams 1965 seine Seniorität und damit den Vorsitz im Handelsausschuss. Er blieb – anders als sein bisheriger Parteikollege Albert William Watson, der sich den Republikanern anschloss – Mitglied der Demokraten und gewann als solcher bei der Wahl 1966 seinen Kongresssitz erneut.
1967 kehrte Williams nach Mississippi zurück und kandidierte für das Amt des Gouverneurs. Das Feld der Kandidaten war groß, einschließlich eines früheren Gouverneurs (Ross Barnett) und zwei zukünftiger Gouverneure (William Winter und Bill Waller). In der Vorwahl behauptete Williams, dass der frühere Gouverneur Barnett eine geheime Abmachung mit den Kennedys gemacht hätte. Es kam zur Stichwahl gegen Winter, die er mit 61.000 Stimmen Vorsprung gewann. Danach besiegte Williams bei der eigentlichen Wahl den Republikaner Rubel Phillips mit beinahe 182.000 Stimmen Unterschied. Während seiner Amtszeit als Gouverneur, die am 16. Januar 1968 begann, wurde die Rassentrennung im Schulsystem Mississippis infolge eines Bundesgerichtsurteils im Frühjahr 1970 aufgehoben. Der überzeugte Segregationist Williams verzichtete darauf, sich dem Richterspruch zu widersetzen.
Nach seiner Gouverneurszeit kehrte Williams zu seiner Tätigkeit als Anwalt in Raymond zurück, die er bis zu seiner Pensionierung am 1. Januar 1981 ausübte. Er unterstützte bei den Präsidentschaftswahlen 1976 Gerald Ford und 1980 Ronald Reagan, zwei Republikaner, jeweils gegen Jimmy Carter. John Bell Williams lebte in Brandon und war mit Elizabeth Ann Wells verheiratet, die wie er im Zweiten Weltkrieg in der Army gedient hatte. Er starb am 25. März 1983 in Brandon und wurde in Raymond beigesetzt.

## Belege
1. ↑  John A. Lawrence: How the ‘Watergate Babies’ Broke American Politics. In: Politico, 26. Mai 2018.

| Personendaten    | Personendaten               |
| ---------------- | --------------------------- |
| NAME             | Williams, John Bell         |
| KURZBESCHREIBUNG | US-amerikanischer Politiker |
| GEBURTSDATUM     | 4. Dezember 1918            |
| GEBURTSORT       | Raymond, Mississippi        |
| STERBEDATUM      | 25. März 1983               |
| STERBEORT        | Brandon, Mississippi        |